# Hiunchuli
Hiunchuli, (nepalesiska: हिउँचुली), är ett berg i Gandaki-zonen i Nepal, som är 6 441 högt. Berget ingår i den del av  Himalaya som kallas Annapurna Himal och ses som en utlöpare till Annapurna Dakshin eller Moditse, den södra toppen av Annapurna.  Tillsammans med Moditse och Annapurna 1 (huvudtoppen) bildar den en massiv vägg mot söder. Till Moditse är avståndet 3,37 kilometer.

Mellan Hiunchuli och det näraliggande Machapuchare löper  Modi Khola-dalen som är den enda vägen in till glaciärområdet Annapurna Sanctuary, som har setts som heligt av folken i området. Gurung-folket berättar om ett nästan mytiskt landområde, fyllt av rikedomar som efterlämnats av de indiska ormgudarna Naga. 

## Bestigningar
Hiunchuli bestegs första gången den 10 oktober 1971, från den sydöstra sidan, av en amerikansk expedition ledd av den amerikanske fredskåristen Craig Anderson. Expeditionens övriga medlemmar var Peter Cross, Lane Smith, James Richards och John Skow.
Den andra lyckade bestigningen skedde den 8 oktober 1981, också via sydöstra sidan. Dessförinnan hade sex toppbestigningar fått avbrytas av olika skäl. Ledaren denna gång hette Eric Simonson och de övriga medlemmar som nådde toppen var Bob Wilson, Peter Cummings, Bonnie Nobori, LaVerne Woods, Curt Hewitt, Gary Doyle, Tim Byrnes och Tony Townsend.
Det finns två huvudsakliga rutter till toppen, den sydöstra och den nordvästra rutten. Den nordvästra rutten anses svårast och har nästan aldrig klättrats.

Berget har klassificerats som en acklimatiseringsvandring (trek) av Nepal Mountaineering Association (NMA), men är en av de svåraste, inte tekniskt, men på grund av seraker, laviner och risken för fallande klippblock. Inte heller den sydöstra rutten klättras därför inte så ofta.
Klätterleden går genom branta och täta bambuskogar.

## Vattenflöden
Berget med omgivning är avrinningsområde till Ganges och därigenom till Bengaliska viken. Bergsklättrare vid Hiunchuli har utsikt över Kali Gandaki-floden och därmed över världens djupaste ravin.

## Naturskydd
1992 avsattes det 7 629 kvadratkilometer stora Annapurna Conservation Area, inom vilket Hiunchuli ligger.

## Bildgalleri

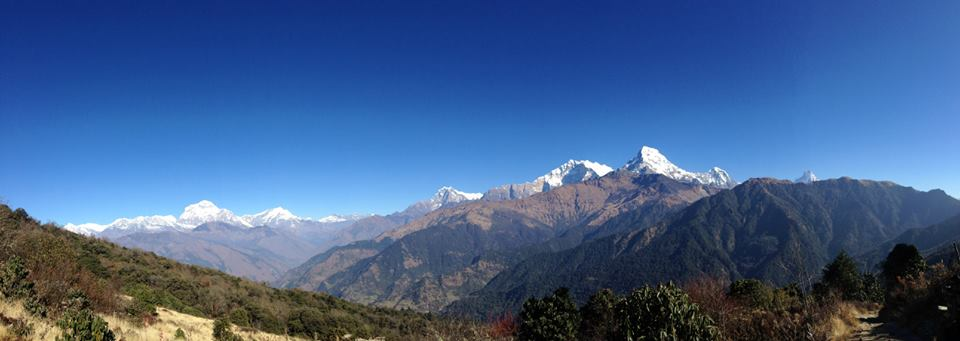
Vy mot Hiunchuli från staden Ghandruk. För muspekaren över topparna för att få veta deras namn.
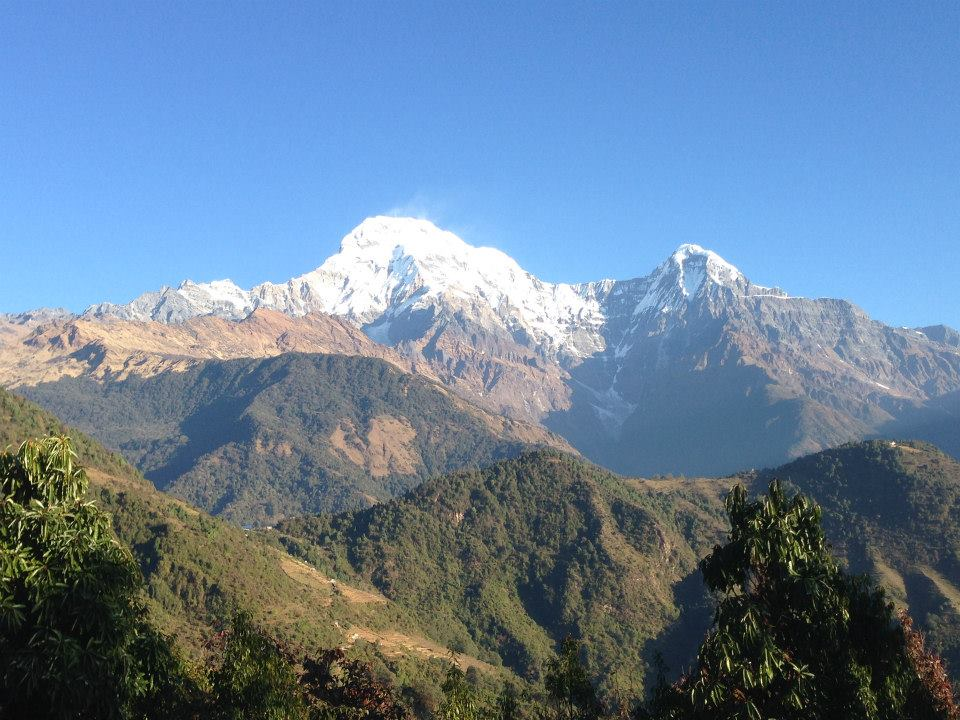
Vy från Ghandruk med berget i närbild.
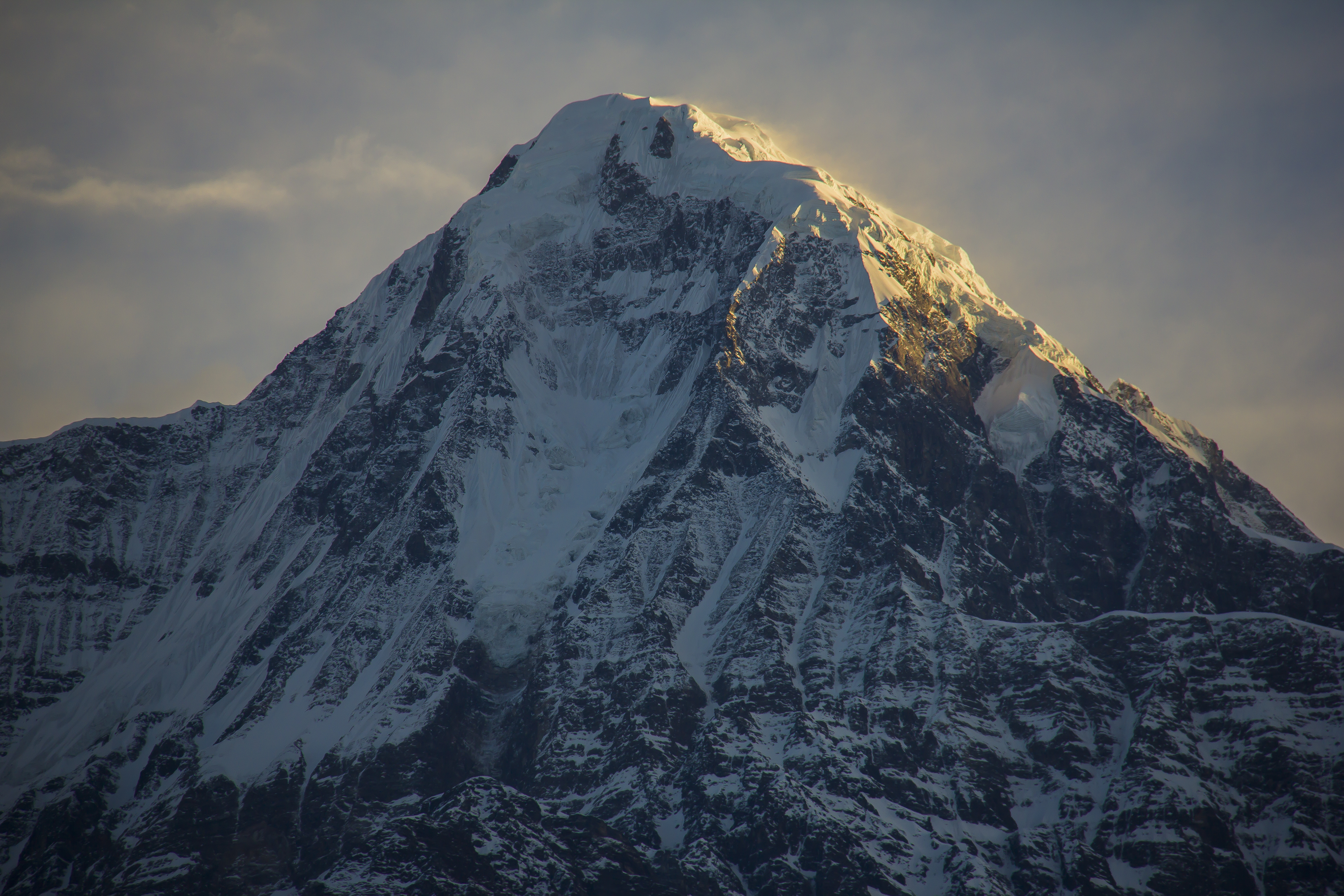
Vy mot Hiunchuli .